# 아부다비 플라자
아부다비 플라자(영어: Abu Dhabi Plaza)는 카자흐스탄 아스타나에 위치하고 있다.

## 같이 보기
- 카자흐스탄의 마천루 목록
- 초고층 주거용 건축물 목록